# Економіка Київської Русі
Економіка Київської Русі - у період свого розквіту одна з найпотужніших економік Європи, після Візантії.
Розквіт Київської України-Русі у IX-XI ст. обумовлений головним чином її вигідним географічним положення на перехресті торгових шляхів і зв'язками з країнами Зх. Європи, Півночі і Півдня. У XII ст., після перекриття кочовиками торгового шляху по Дніпру «з варяг в греки», стався розпад Київської Русі[джерело?] на незалежні князівства. Виснажена міжусобицями, нападами половців, монголо-татар, поляків і литовців, вони стали околичними землями інших, більш могутніх держав.

## Загальна характеристика соціально-економічного розвитку
В IX—XII ст. економіку Давньоруської держави можна охарактеризувати як період раннього феодалізму. Виникнення і розвиток феодалізму виявляється перш за все у формуванні та зростанні феодального землеволодіння. Феодальна земельна власність є економічною основою панування класу феодалів, про що свідчать писемні джерела початку IX ст. і археологічні пам'ятки.
У IX ст. формується панівний клас феодалів, в який входили київські князі, місцеві князі, бояри. Державне й особисте князівське начало у IX ст. було ще недостатньо диференційоване. Формування великокнязівського домену і доменів окремих князів посилилось у X ст. Князівський домен являв собою маєток, який належав не державі, а самому князю як феодалу.
Поряд з великокнязівським доменом, володіннями місцевих князів з'являються також боярсько-дружинницькі землеволодіння. Слід сказати, що питання про час виникнення на Русі боярського землеволодіння поки що не вирішене істориками через неповноту джерел.
Із введенням християнства на Русі великим феодалом стала церква. Поступово поширюється практика дарування землі монастирям і церквам, що перетворювало їх у великих землевласників.
Головною особливістю раннього етапу східноєвропейського феодалізму було панування данинної форми експлуатації, так званого «полюддя». Крім полюддя, іще існував «повоз»: населення тих земель, куди князь і намісники їхати не могли або не хотіли, повинно було саме везти данину до Києва. Під час полюддя князь або посадники чинили суд і здійснювали покарання за тими скаргами, з якими населення зверталось до князя.
Така форма збору данин виникла іще в VI—VIII століттях. Зберігалась вона і в Давньоруській державі. Розмір данини, місце і час збору не визначались на перед, а залежали від випадку. Пізніше, в зв'язку з протестами населення, княгиня Ольга в 946 році встановила «уроки», тобто фіксовані норми данини, час і місце її збору. Одиницею обкладання даниною був «дим» (двір, сім'я) або «плуг» («рало»). В міру захоплення князями і знаттю общинних земель формувався феодальний маєток, який викликав до життя таку форму експлуатації, як відробітки.
Основною категорією населення, зайнятого на відробітках, були феодальне залежні смерди. Вони мали власне господарство, проте певний час повинні були працювати і на феодала за те, що давав смерду землю. Слід підкреслити, що уривчастість і нечіткість джерел про смердів зумовила появу ще в дорадянський період різних точок зору на цю категорію населення Київської Русі.
Для позначення феодально залежного селянства у Київській Русі використовувався термін «закуп». Закуп — це людина, яка потрапила в боргову кабалу і зобов'язана своєю працею у господарстві хазяїна повернути одержану у нього «купу». Закуп повинен виконувати сільські роботи. Він мав доглядати хазяйську худобу. Феодал наділяв закупа земельною ділянкою, а також сільськогосподарським знаряддям і робочою худобою.
Близькими за своїм становищем до закупів були рядовичі — селяни, що працювали на феодала за договором («рядом»).
Слід підкреслити, що всі рядовичі і закупи одночасно з економічною залежністю потрапляли і в юридичну залежність до землевласника. Якщо боржник ухилявся від сплати боргу, то він міг стати рабом.
В сільській общині була категорія населення, яка мала назву ізгої. Ізгой — це людина «зжита», вибита зі звичайної колії, позбавлена свого попереднього стану. Ізгої були двох видів — вільні й залежні. Значний контингент феодально залежних ізгоїв формувався за рахунок холопів, які викупилися на волю.
У Київській Русі до складу невільного населення входили й раби. Одне з джерел рабства — полон. У ХІ-ХІІ ст. для позначення рабів-полонених вживається термін «челядь». За «Руською Правдою», челядин — це раб, який знаходиться під владою свого хазяїна, забита й зовсім безправна істота. На відміну від челяді раби-холопи — це члени племені, продукт тих соціальних процесів, які проходили в суспільстві Київської Русі. «Руська Правда» називає і такі джерела холопства, як самопродаж, одруження на рабі «без ряду», вступ «без ряду» на посаду тіуна або ключника. У холопа автоматично перетворювався також закуп, який тікав або провинився.
На території Русі також існувало й патріархальне рабство, але воно не стало домінуючою формою господарювання. Раби, в основному із військовополонених, з часом отримували земельні наділи, «усиновлювались» общиною, оскільки використання рабської праці було неефективним. Багато благочестивих людей перед смертю відпускали частину своїх рабів на волю або заповідали їх церкві.
Поступовий наступ на общину, закабалення смердів, захоплення общинних земель — все це приводило до зростання опору землевласникам. Смерди тікали від феодалів на «пустоші», тобто на вільні землі, піднімали стихійні бунти, вбивали представників вотчинної адміністрації, влаштовували масові крадіжки майна феодалів. Це змусило київських князів приділяти увагу розробці правових норм внутрішнього державного життя. Так, в 1016 році при Ярославі Мудрому з'явилась «Руська Правда», яка стала важливим збірником норм давньоруського законодавства.
Провідне місце в економіці Київської Русі займало сільське господарство, збагачене давніми традиціями. Для обробітку ґрунту і вирощування врожаю використовувалися досконалі для того часу знаряддя праці: плуг, рало, соха, борона, заступ, мотика, серп, коса. Культивувалися жито, пшениця, просо, ячмінь, овес, горох. У лісостеповій зоні вживалася парова система землеробства з двопільною і трипільною сівозмінами, у лісовій — підсічна і перелогова. Висока продуктивність праці давала змогу виробляти зерна більше, ніж було необхідно для задоволення біологічних потреб населення. Це, а також наявність чудових пасовиськ і сінокосів дозволяли утримувати у феодальних господарствах велику кількість худоби.

## Розвиток міст
Східнослов'янські міста творились з невеликих ремісничо-торгових поселень іще до утворення держави. Залишки цих міст, городища, залишилися у північних землях України у великій кількості: на Київщині - 400, на Чернігівщині - 150, на Волині - 350, на Поліссі - 250, в Галичині - більше 100. Скандинави справедливо назвали Слов'янщину "країною городів". Деякі з цих міст були невеликі, слугували для захисту однієї оселі, або були замком "нарочитого мужа", інші ж займали велику територію, могли мати велику кількість захисників.
Міста в першу чергу мали оборонне значення. Вони забезпечували пограниччя від наступу степових орд. Але ще більшого значення набували міста в процесі творення слов'янської державності. Будівництво укріплень вимагало значних витрат і спільної праці великих груп людей. Населення, що спільними зусиллями будувало місто, творило єдину організацію, що користувалась укріпленнями, дбала про їх оборону, забезпечувала їх різноманітними засобами. З військовими потребами тісно пов'язувалися справи господарські. Місто ставало осередком всієї околиці, домінувало в ній, мало вирішальне слово у всіх справах: "що старшини вирішать, на це пригороди пристануть", - говорить літопис. З поширенням християнства на Русі міста почали виникати біля великих монастирів.
Соціальний склад міського населення Київської Русі був надзвичайно різноманітним, що є характерною рисою суспільства середніх віків. Міське населення поділялося на дві основні групи: міські низи і міську аристократію. До останньої належали князі, бояри, вище духовенство, купці. Міські низи (ремісники, дрібні торговці, рядове духовенство) становили найбільш численну категорію міського населення. Основна маса громадян була особисто вільною. Частина ремісників залежала від своїх хазяїв - бояр, купців тощо. Особисто вільні ремісники (ковалі, гончарі, ювеліри, зброярі та ін.) і дрібні торговці у містах оподатковувалися або відробляли, беручи участь у будівництві та ремонті міських укріплень, наглядали за їх станом. На кошти міського населення будувалися церкви, утримувалася церковна парафія.
Вільне ремісниче населення не було однорідним за своїм складом. Із загальної маси ремісників виділялися більш заможні майстри, в яких були залежні від них підмайстри або учні.
Ремесло почало зароджуватись в патріархальних сім'ях як домашні промисли, з метою забезпечення себе і своїх родичів в найпростіших виробах повсякденного вжитку: в тканинах з льону, шкірі, посуду, взуття тощо. Ці вироби не виходили за межі сім'ї і не поступали в продаж. В процесі подальшого суспільного поділу праці домашні промисли виділяються в окрему галузь народного господарства - ремісниче виробництво. Ремісники поступово починають виготовляти продукцію не тільки для внутрішнього споживання патріархальної сім'ї, але і для обміну. Вони вже менше приділяють уваги землеробству, із часом втрачають зв'язок з сільським господарством, переходячи в міське населення.
Майстри сім'ями селились в містах окремими посадами, слободами, вулицями за зазначеним галузевим принципом: слободи - гончарів, ковалів, зброярів і т. ін.
Свого розвитку ремісниче виробництво досягло в ХІ - ХІІ ст., коли на Русі нараховувалось декілька десятків спеціальностей. За наявності високого попиту на вироби із заліза (знаряддя праці для сільського господарства, зброя для воїнів) перше місце в ремісничому виробництві займала гірнича металургія, яка в ті часи часто об'єднувалась з металообробкою. Асортимент виробів із заліза налічував близько 150 назв, а давньоруські ковалі опанували всіма відомими тоді технічними і технологічними прийомами його обробки: куванням, зварюванням, гартуванням, інкрустацією кольоровими металами.

### Ремесло

Металообробка часів Київської Русі.

Значного поширення й високого рівня розвитку досягло на Русі ремісниче виробництво. Основною його галуззю була металургія що поряд із землеробством заклала фундамент господарського прогресу Давньоруської держави.
Залізний промисел ранніх слов’ян півдня Східної Європи та Київської Русі був заснований і широко розвинутий на лугових та болотних рудах бурого залізняку .
Багата спадщина скіфського світу, у тому числі його ремісничих традицій, не могла не впливати на культуру племен, які мешкали на цій території в наступну добу.
Розвиток ранньослов’янської та києворуської чорної металургії та металообробки мав під собою достатньо міцну технічну й технологічну базу, закладену ще у давньому світі. Слов’янські майстри опанували сиродутний спосіб виробництва заліза, вдосконалили різні типи металургійних печей (у тому числі – продуктивних горнів із шлаковипуском), оволоділи численними прийомами ковальської ковки. Цьому сприяла широка розповсюдженість лугових та болотних залізних руд українського лісостепу (Житомирщина, Чернігівщина, Київщина, Волинь та ін.).
Існували потужні залізодобувні центри, які були виявлені археологами на Райковецькому (Бердичів) та Ленковецькому (Чернівці) городищах, в Городеську, Плиснеську  та ін. Масштаби цих розробок свідчать про товарний характер залізодобувного виробництва. Крім потужних центрів видобутку руд для південно-східних слов’ян були характерні численні невеликі розробки поблизу переважної більшості поселень, що задовольняли потреби мешканців одного селища, або групи сіл. У більшості випадків місцеві металурги самі займалися добуванням руди, її збагаченням, випалом деревного вугілля та обробкою отриманого металу. Сталий розвиток металургії заліза Київської Русі з наявними періодами бурхливого розвитку дрібнотоварного виробництва залізних знарядь перервався за часів монгольського нашестя й почав відроджуватись лише в XIV—XV  ст., коли одним з найбільших осередків видобутку залізних руд стає Житомирське Полісся.
Ковалі користувалися великим набором інструментів і володіли значною кількістю технічних прийомів обробки металу, продукуючи речі високої якості й досконалі функціонально, а в кращих зразках - і художньо довершені.
Залізо було єдиним металом, який видобувається в межах Київської Русі. Воно використовувалося, головним чином, для виготовлення зброї і різноманітних інструментів.
Мідь і олово привозили з Кавказу і з Малої Азії. Свинець надходив в основному з Чехії. З міді виливали церковні дзвони. Свинцем, іноді олов'яними листами, покривали дахи церков. Мідь також використовували при виготовленні кухонного і іншого домашнього начиння: котлів, тазів, свічників тощо, а свинець для печаток.
Срібло доставлялося з різних країн: з Чехії, через Урал з Сибіру, з Кавказу і з Візантії. Золото отримували в результаті торгівлі або війни від візантійців і половців. Золото і срібло використовували для карбування монет, виготовлення печаток і всіляких судин: мисок, чаш і кубків. Тільки князі і заможні люди могли дозволити собі мати їх. Церква, проте, була постійним покупцем золотих і срібних виробів. Крім чаш та інших церковних посудин, духівництво замовляло золоті і срібні хрести, оклади для ікон і Євангелій, використовуваних під час церковної служби. У деяких соборних церков були позолочені куполи, а іноді золотими і срібними пластинами покривали певні частини внутрішніх стін і перегородок.
Хоча запаси металів, крім заліза, в Київській Русі були мізерними, мистецтво металургії досягло високого рівня. У ранній період анти прославилися як вправні зброярі, а в IX та X століттях їх традиції продовжили поляни. Плавильні і кузні, ливарники та ковалі згадуються з різних приводів у багатьох джерелах того періоду. У Києві в XII столітті кузні займали спеціальну частину міста, і міські ворота в цьому районі називалися Кузнецькими. У Новгороді на початку XIII століття жили вправні ливарники, цвяхарі і майстри, які виготовляли щити.
Надзвичайно високого рівня майстерності досягли руські ювеліри. Неперевершеними досі шедеврами ювелірної справи на Русі є дорогоцінні вироби з перегородчастими емалями іконки, хрестики князівські барми ковтки. Виробництво високохудожніх і коштовних прикрас з емаллю зосереджувалось у Києві звідки вони розходились по Русі і за її межі. Слава про руських ювелірів рознеслася середньовічною Європою.
Наймасовішими видами ремесла були виготовлення керамічного посуду, обробка шкіри, дерева й кістки. Ремісники, які займалися цим, звичайно селилися разом, утворюючи у великих містах осібні квартали. Дедалі ширшого застосування набувало віконне скло. Поширеними були домашні ремесла: прядіння, ткацтво, виготовлення повсякденного одягу й посуду, а також продуктів харчування, насамперед переробка зерна.
Розвинена обробка дерева й каменю, виготовлення цегли давали можливість руським людям будувати різноманітні житла, зводити церкви й палаци. Найпростішим житлом були напівземлянки, в яких тулилась біднота. У наземних зрубних будинках мешкали представники середніх прошарків населення. Окрасою й водночас архітектурними домінантами міст і сіл Русі були численні церкви, переважно дерев'яні. У великих містах височіли кам'яні храми. В давньоруську добу в Києві було зведено понад ЗО кам'яних церков. Багато їх збудовано в Чернігові, Переяславі.
Міста, як відомо, у VI-VIII ст. у східнослов'янському суспільстві виникали протоміста - укріплені поселення, що в зародку мали ознаки майбутніх міст: ремісниче виробництво, осередок влади, культовий центр тощо. Однак не кожне Протомісто могло перерости в місто: для того мали скластися особливо сприятливі соціальні, політичні й економічні умови. Найдавнішим протомістом Південної Русі був „град Кия", що виник наприкінці V - в першій половині VI ст. Протягом наступних століть цей град переріс у велике місто, в якому в XI- першій третині XIII ст. налічувалось близько 50 тис. мешканців. Для свого часу то була дуже велика кількість городян.
Соціально-економічне, політичне й культурне життя Київської Русі зосереджувалось у містах. Переважна більшість їх мешканців були ремісниками різних спеціальностей, які об'єднувались у корпорації на зразок західноєвропейських цехів. Чимало городян займалися торгівлею. Міські ринки являли собою водночас головні площі, на яких вирувало життя. Там збиралися віча городян, що, починаючи з середини XII ст., відігравали значну роль у соціальному й політичному житті свого міста, а то й землі в цілому, як це бувало в Києві, Галичі, Чернігові, Новгороді Великому, Владимирі-на-Клязьмі тощо.
Давньоруські міста були культурними осередками. У них діяли школи й книгописні майстерні, існували бібліотеки, писалися ікони, виготовлялися твори прикладного мистецтва. У містах, насамперед Києві, Новгороді, Владимирі-на-Клязьмі, складалися літописи, створювалися пам'ятки агіографії та художньої літератури.

## Торгівля і грошовий обіг
Стан сільського господарства і ремісничого виробництва визначав рівень розвитку торгівлі як внутрішньої, так і зовнішньої. Найбільшими торговельними комунікаціями були шляхи "от Грек", або "Грецький", який зв'язував Русь з балтійськими і чорноморськими ринками, "Соляний" і "Злозний", котрі вели в Галичину і на Кавказ. Шлях Київ - Галич - Прага - Регенсбург сполучав Київську Русь з країнами Центральної та Західної Європи. Шовковий та Волзький торгівельні шлях вели на схід. Вони пов’язували Скандинавію, Західну та Центральну Європу із Східною, Передньою та Центральною Азією.
Традиційно торгівля називалась "гостьба", самі торговці, або купці, "гості", а місця торгівлі - "погости". Пізніше, після прийняття християнства, при погостах почали будувати храми, біля них влаштовували цвинтарі.
Купці-гості традиційно поважались, населення і держава високо оцінювали їх працю. В ІХ - ХII ст. за вбивство купця необхідно було заплатити штраф в 12 гривень сріблом, тобто в два рази більше, ніж за простого смерда.
На міжнародні ринки Русь поставляла хутро, мед, віск, шкіри, деякі види ремісничих виробів, продукцію сільського господарства, рабів. Завозила ж золото, срібло, коштовні тканини, вина, посуд, предмети християнського культу, зброю. Основними торговельним партнерами Давньоруської держави були Візантія, Волзько-Камська Булгарія, Хозарія, країни Арабського Сходу, скандинавські, центрально- та західноєвропейські країни.
В Русі існували купецькі об'єднання, що спеціалізувалися на торгівлі з певними країнами або певними видами товарів. Купецькі корпорації "гречників", "залозників" торгували з Візантією і країнами Кавказу. В Києві, Новгороді, Смоленську, Володимирі та інших містах розташовувалися торговельні двори іноземних купців.
В результаті розвитку торгівлі на Русі з'являються гроші. Як засіб обміну, гроші у східних слов'ян існували досить давно, задовго до утворення Давньоруської держави. В давнину південні слов'яни при обміні замість грошей використовували тварин, тому пізніше металеві гроші також називались "скот", а князівська казна "котниця". В північних регіонах, де населення займалось мисливством, за гроші слугувало хутро цінних тварин, зокрема куниці - "куна". З часом ця назва перейшла і на металеві гроші.
В Київській Русі карбуванням грошей майже не займались, а використовували арабські і візантійські монети із золота і срібла, в основному для зовнішньої торгівлі. Значно більшого поширення всередині країни мали срібні і мідні злитки. Так, з XI ст. відома одиниця "гривна", - злиток срібла вагою в один фунт, або приблизно 400 г. Гривну розрубували на половину і кожна половина гривни мала назву "рубль", або "рублева" гривенька. На злитку ставилось князівське тавро, де вказувалась вага. Далі "рубль" ділили на дві частини - дві полтини, і потім іще на дві половини - два четвертаки. В назвах дрібних грошових одиниць довго зберігався відголос так званих "хутрових грошей": різана, скора (шкура), бела (білка), ушки, мордки і т. д.
Не можна не згадати й практику кредитних операцій, відбиту в законодавстві. В тексті "Руської Правди" зустрічаються такі поняття, як "позичка по дружбі", "віддавання грошей на ріст", "процент", "торгівля в кредит", "довгостроковий й короткостроковий кредит", "бариш", визначався порядок повернення боргів.
Вважалось не по-християнськи брати високі проценти за кредит. Коли на початку XII ст. кредитори почали брати 50% річних, населення Києва виступило проти таких умов договору, і великий князь Володимир Мономах був змушений втрутитись. Він прийняв "Устав о резах" (процентах), згідно з яким борговий відсоток повинен був становити не більше 20%. Заборонялось перетворювати на рабів напівзалежних людей, що відпрацьовували свій борг у позикодавця. Цим же Уставом заборонялось займатись паразитичним лихварством. Устав Володимира Мономаха законодавче завершив створення феодальної системи Давньоруської держави.
Між різними землями Русі відбувався економічний обмін, що сприяло забезпеченню продуктами харчування, сировиною й ремісничими виробами тих районів, в яких вони не вироблялися. Міста і великі торгові села мали ринки. У значних міських центрах вони діяли постійно, а в Києві, Новгороді Великому, Чернігові, Галичі, Смоленську, Владимирі-на-Клязьмі та ін. збиралися мало не щодня.
Головним напрямком давньоруської зовнішньої торгівлі був східний. Грецький шлях вів до Візантії, а Залозний - до країн Кавказу й Арабського Сходу. Велика торгівля провадилася також з країнами Поволжя: Хозарським каганатом і Волзькою Болгарією. Постійними були торговельні контакти Русі з Німеччиною, Угорщиною, Чехією, Польщею. Головним осередком торгівлі з країнами Півдня і Заходу був Київ.
З Візантії на Русь довозили золоті й срібні вироби, посуд, дорогі тканини, олію, вино, фрукти, різноманітні ремісничі вироби. Русь постачала на ринки своїх близьких і далеких сусідів хутра, мед, віск, шкіряні й металеві вироби, прикраси із золота й срібла, а також рабів.
Головними платіжними засобами внутрішньої й зовнішньої торгівлі Русі IX-XI ст. були іноземні монети - переважно арабські срібні куфічні дирхеми. Використовувались, хоча й у меншій кількості, візантійські міліарісії, західноєвропейські денарії.
Кілька разів робилися спроби запровадити в Давньоруській державі власну монету. Але карбування давньоруських монет мало дуже скромний обсяг, вони призначалися не стільки для торгівлі, скільки правили за своєрідні візитні картки названих вище князів, пропагуючи Давньоруську християнську державу та її володарів.

## Сільське господарство й промисли
Сільське господарство було провідним у давньоруській економіці і досягло високого рівня розвитку. Давні традиції, природні умови та велика кількість землі у володінні селян сприяли розвитку землеробства та тваринництва.

### Землеробство
Серед знарядь праці землеробів були заступи, мотики, серпи, коси, плуг, соха, борона та інші, які були досить досконалими, щоб забезпечувати велику врожайність – у середньому, трохи менше ніж 8 ц зерна з 1 га. Для обмолоту зерна використовувався ціп.
Основними зерновими культурами в Київській Русі були жито, просо, ячмінь, пшениця й овес. Також використовувалися різні, залежно від клімату, системи обробки ґрунту. Іноді селяни об’єднувалися у колективи для спільного користування реманентом та взаємної допомоги по господарству.
Ліс вирубувався і спалювався, таким чином звільнялися посівні площі й одночасно удобрювався грунт. У лісостепових і степових районах найпоширенішою системою землеробства була перелогова, за якої родючість землі відновлювалася природним шляхом.

### Скотарство
Значні площі пасовиськ і сінокосів дозволяли розводити худобу, що забезпечувала населення не лише м’ясо-молочною продукцією, а й сировиною для виготовлення одягу та взуття. Розводилася серед іншого корови, вівці, кози, свині, воли, коні, кури, гуси та голуби. Великими стадами корів і кіз, табунами коней, отарами овець володіли князі й багаті бояри. Худобу випасали з весни до осені на луках, заплавах, у лісах, на перелогових землях і в степах. На зиму для годівлі тварин запасали сіно, зерно.

### Мисливство й рибальство
Полювання на лісових і степових тварин і птахів забезпечувало м'ясом, а продаж шкурок куниць, лисиць, бобрів, білок давав добрі доходи. Цінне хутро було однією з головних статей давньоруського експорту, розходячись у багато країн Європи і Сходу. Чималу роль серед промислів відігравали бортництво та бджільництво. Мед і віск мали попит на Русі та за її межами. Князі й бояри були особливо зацікавлені в підтриманні сталого рівня виробництва меду й воску, як і у добуванні хутра. Ці товари продавалися на ринках Візантії, країн Близького Сходу й Західної Європи. Натомість вони одержували можливість купувати там прикраси, дорогі тканини й одяг, вино, фрукти, зброю тощо.